# Kiril Kurtew
Kyrill Stefan Nikola Kurtew (bulgarisch Кирил Куртев; * 18. Juli 1891 in Driptschewo, Charmanli, Oblast Chaskowo, Bulgarien; † 9. März 1971 in Kuklen) war ein bulgarischer Geistlicher und Apostolischer Exarch von Sofia.

## Leben
Kyrill Kurtew empfing am 8. September 1913 durch Erzbischof Michail Mirow die Diakonen- und am 1. Juni des folgenden Jahres durch den Apostolischen Vikar für Thrakien, Michail Petkow, die Priesterweihe in der bulgarisch-katholischen Kirche.
Papst Pius XI. ernannte ihn am 31. Juli 1926 zum ersten Apostolischen Exarchen von Sofia und Titularbischof von Briula. Die Bischofsweihe spendete ihm der melkitische Bischof von Sidon, Atanase Khoriaty BS, am 5. Dezember desselben Jahres. Mitkonsekrator war der italo-albanische Bischof von Lungro, Giovanni Mele. Die Amtseinführung fand am 6. Februar des folgenden Jahres statt.
Am 30. Mai 1941 nahm Papst Pius XII. seinen Amtsverzicht an. Seinem ein Jahr später ernannten Nachfolger Iwan Dimitrow Garufalow CR spendete er am 1. November 1942 die Bischofsweihe. Am 27. April 1951 wurde Kurtew erneut zum Apostolischen Exarchen von Sofia ernannt und ersetzte Garufalow, der wenig später starb.
Kyrill Kurtew nahm an der zweiten und vierten Sitzungsperiode des Zweiten Vatikanischen Konzils als Konzilsvater teil.